# Segrijn

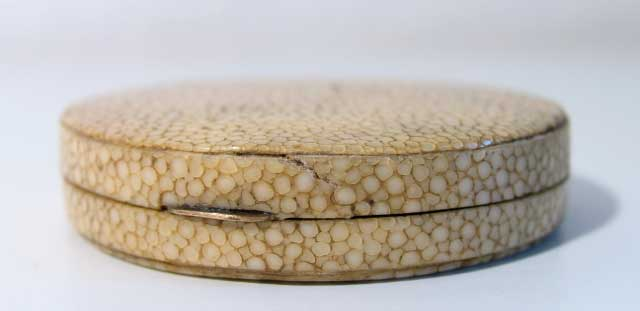
Een antiek doosje afgewerkt met segrijn

Segrijn, ook wel segrijnleer of galuchat, is de naam voor de bewerkte huid van roggen en haaien. Segrijn werd gebruikt als schuurpapier maar ook ter decoratie. Segrijn heeft kleine ronde kalkachtige verdikkingen, waartussen de epidermis zichtbaar is. Deze verdikkingen kunnen glad worden gepolijst zodat ze afsteken tegen de huid.

## Terminologie
De term segrijn is in verschillende periodes voor uiteenlopende materialen gebruikt. Aangenomen wordt dat de Franse en Duitse benaming chagrin (waarvan segrijn een verbastering is) is afgeleid van het Perzische woord saghari, dat paardenrug betekent. Saghari was paarden- of ezelleer dat nat werd gemaakt, waarna er zaden van de ganzenvoet in werden geperst. Eenmaal droog was de oppervlakte bedekt met kleine putjes. In de zeventiende en achttiende eeuw werd de term echter gebruikt voor leer dat was gemaakt van roggenhuid. Dit leer kenmerkt zich door kleine ronde kalkachtige verdikkingen.

## Gebruik
Buiten Europa werd segrijn al gebruikt voor de handvatten en schedes van samoeraizwaarden, omdat de ruwe structuur veel houvast gaf. Pas in zeventiende eeuw raakte het in Europa in zwang. De Fransman Jean-Claude Galuchat geldt als eerste Europese segrijnwerker. Hij bekleedde uiteenlopende producten als parfumflesjes, snuif- en naaidoosjes en sigaren-etuis met segrijn. Vooral aan het hof van Lodewijk XV waren zijn producten in trek.
Tegenwoordig is segrijn hoofdzakelijk afkomstig van kwekerijen in de Filipijnen.